# Nigel Pearson
Nigel Graham Pearson (Nottingham, Inglaterra, 21 de agosto de 1963) es un exfutbolista y entrenador inglés. Actualmente está sin club.

## Clubes

### Como jugador
| Club                | País       | Año       |
| ------------------- | ---------- | --------- |
| Shrewsbury Town     | Inglaterra | 1981-1987 |
| Sheffield Wednesday | Inglaterra | 1987-1994 |
| Middlesbrough       | Inglaterra | 1994-1998 |

### Como entrenador
| Club                | País       | Año       |
| ------------------- | ---------- | --------- |
| Carlisle United     | Inglaterra | 1998-1999 |
| Southampton         | Inglaterra | 2008      |
| Leicester City      | Inglaterra | 2008-2010 |
| Hull City           | Inglaterra | 2010-2011 |
| Leicester City      | Inglaterra | 2011-2015 |
| Derby County        | Inglaterra | 2016      |
| Oud-Heverlee Leuven | Bélgica    | 2017-2019 |
| Watford             | Inglaterra | 2019-2020 |
| Bristol City        | Inglaterra | 2021-2023 |

## Palmarés

### Como jugador

#### Títulos nacionales
| Título                        | Club                | País       | Año  |
| ----------------------------- | ------------------- | ---------- | ---- |
| Copa de la Liga de Inglaterra | Sheffield Wednesday | Inglaterra | 1991 |
| Football League Championship  | Middlesbrough       | Inglaterra | 1995 |

### Como entrenador

#### Títulos nacionales
| Título                       | Club           | País       | Año  |
| ---------------------------- | -------------- | ---------- | ---- |
| Football League One          | Leicester City | Inglaterra | 2009 |
| Football League Championship | Leicester City | Inglaterra | 2014 |